# Federazione cestistica dell'Austria
La Österreichischer Basketball Verband (acronimo ÖBV) è l'ente che controlla e organizza la pallacanestro in Austria.
La federazione controlla inoltre la maschile e femminile. Ha sede a Vienna e l'attuale presidente è Hanns Vanura.
È affiliata alla FIBA dal 1934 e organizza il campionato di pallacanestro austriaco.